# Склянский, Эфраим Маркович
Эфраим Маркович Скля́нский (31 июля [12 августа] 1892, Фастов, Киевская губерния — 27 августа 1925, озеро Лонглейк, штат Нью-Йорк, США) — советский военный деятель Гражданской войны, ближайший соратник Л. Д. Троцкого, заместитель Троцкого на посту председателя Реввоенсовета РСФСР.

## Ранние годы
Родился в 1892 году в Фастове Киевской губернии в еврейской мещанской семье среднего достатка. С 1899 года семья жила в Житомире.
В 1911 году окончил с золотой медалью Житомирскую гимназию[какую?], в 1916 году — медицинский факультет Киевского университета Св. Владимира. С июля 1913 года — член РСДРП, пропагандист Киевского комитета партии.
В армии с 1916 года: солдат запасного батальона, затем — зауряд-врач 149-го пехотного Черноморского полка.
После Февральской революции: в марте был избран председателем солдатского комитета 38-й пехотной дивизии и членом комитета 19-го армейского корпуса, в апреле — председатель 2-го армейского съезда, с мая — председатель армейского комитета 5-й армии Северного фронта. Член Двинского комитета РСДРП(б).

## Партийная карьера
С октября 1917 года в Петрограде, делегат II Всероссийского съезда Советов, член Президиума съезда от фракции большевиков. Член Военно-революционного комитета Петроградского совета.
Комиссар Главного штаба и Ставки Верховного главнокомандования в Могилёве. В марте-сентябре 1918 года член Высшего военного совета РСФСР. С 6 сентября член, а с 22 октября 1918 года заместитель председателя РВСР, с 1923 года — РВС СССР. По воспоминаниям П. Дыбенко, неоднократно применял в Красной армии децимацию (то есть расстрел каждого десятого красноармейца), для самовольно бежавших со своих боевых позиций.
В 1920—1921 гг. член СТО и коллегии наркомата здравоохранения РСФСР. Член ВЦИК и ЦИК. Делегат VIII, X, XII съездов партии.

 …основная работа в Реввоенсовете находится в руках тов. Склянского и группы беспартийных спецов, состоящих из Главкома Каменева, Шапошникова и Лебедева. Эта группа — очень добросовестные, трудолюбивые и знающие дело работники. — Из ответа членов Политбюро ЦК РКП(б) на письмо Л. Д. Троцкого от 8 октября 1923 г. 19 октября 1923 г.
Выступая на февральском пленуме ЦК РКП(б) 1924 года, М. В. Фрунзе, в частности, заявил:

 Я не хочу и не могу упрекать тов. Склянского в том, что он виноват в непринятии каких-либо мер. Сам он делал всё, что было в его силах, для того, чтобы отстоять интересы армии в соответствующих инстанциях. Его работа протекала у меня на глазах, и я свидетельствую, что она выполнялась с должной энергией. Но беда в том, что он не имел достаточного партийного авторитета, благодаря чему все эти усилия сплошь и рядом не могли дать военному ведомству и Красной Армии необходимых результатов.— 
Согласно утверждению советолога Джорджа Р. Урбана: «Склянский хорошо известен исследователям русской истории как человек, задавший Троцкому вопрос: „Что вы думаете о Сталине?“» На что Троцкий дал знаменитый ответ: «Сталин <…> это наиболее выдающаяся посредственность нашей партии».
11 марта 1924 года снят со всех военных постов. Троцкий писал: 
«Склянский был смещён. На его место был назначен Фрунзе, командовавший до того войсками на Украине. Фрунзе был серьёзной фигурой. Его партийный авторитет, благодаря каторжным работам в прошлом, был выше, чем молодой ещё авторитет Склянского. Фрунзе обнаружил, кроме того, во время войны несомненные способности полководца. Как военный администратор он был несравненно слабее Склянского».
 Его обвинили в том, что он и возглавляемая им центральная группа РВСР со своими обязанностями не справляются и систематической военной работой не занимаются. Поводом послужил доклад комиссии С. И. Гусева об итогах проверки РККА, пришедшей к выводу, что армия небоеспособна. Б. В. Бажанов, занимавший в то время пост личного секретаря Сталина, объясняет это борьбой за власть внутри Политбюро:

В сентябре тройка решила нанести первый серьёзный удар Троцкому. С начала гражданской войны Троцкий был организатором и бессменным руководителем Красной Армии и занимал пост Народного Комиссара по Военным Делам и Председателя Реввоенсовета Республики. Тройка наметила его отстранение от Красной Армии в три этапа. Сначала должен быть расширен состав Реввоенсовета, который должен был быть заполнен противниками Троцкого так, чтобы он оказался в Реввоенсовете в меньшинстве. На втором этапе должно было быть перестроено управление Военного Министерства, снят заместитель Троцкого Склянский и на его место назначен Фрунзе. Наконец, третий этап — снятие Троцкого с поста Наркомвоена.
В апреле 1924 года назначен председателем правления треста «Моссукно» (Объединённые государственные фабрики тонких сукон Московского района ВСНХ). В мае 1925 года был направлен в служебную командировку в Германию, Францию.

## Загадочная гибель
В том же году, по сообщению Б. Бажанова, не подтверждённому другими источниками, был назначен Председателем «Амторга» — единственного на тот момент представительства СССР в США. Это назначение вызвало неоднозначную оценку:

На тройке обсуждается вопрос, что делать со Склянским. Сталин почему-то предлагает послать его в Америку председателем Амторга. Это пост большой. С Америкой дипломатических отношений нет. Там нет ни полпредства, ни торгпредства. Есть Амторг — торговая миссия, которая торгует. На самом деле она заменяет и выполняет функции и полпредства, и торгпредства, и базы для всей подпольной работы Коминтерна и ГПУ. Торговые функции её тоже важны. […] Тут нужно много дипломатии и умения. 

 ... 

Удивляюсь сталинскому предложению не только я. Сталин ненавидит Склянского (который во все время гражданской войны преследовал и цукал Сталина) больше, чем Троцкого. 

[…] 

Склянский был назначен председателем Амторга и уехал в Америку.

Вскоре пришло известие, что Склянский утонул в озере, катаясь на лодке близ посёлка Эдион, штат Нью-Йорк, вместе со своим предшественником на посту в Амторге, Исаем Хургиным. Выехав кататься на моторной лодке, долго не возвращался; при поисках нашли лодку перевёрнутой, а Склянского утонувшим. Свидетелей несчастного случая не было. По мнению Б. Г. Бажанова, Склянский был убит по приказу Сталина: 

Склянский был назначен председателем Амторга и уехал в Америку. Когда скоро после этого пришла телеграмма, что он, прогуливаясь на моторной лодке по озеру, стал жертвой несчастного случая и утонул, то бросилась в глаза чрезвычайная неопределённость обстановки этого несчастного случая: выехал кататься на моторной лодке, долго не возвращался, отправились на розыски, нашли лодку перевёрнутой, а его утонувшим. Свидетелей несчастного случая не было.
Мы с Мехлисом немедленно отправились к Каннеру и в один голос заявили: „Гриша, это ты утопил Склянского“. Каннер защищался слабо: „Ну, конечно, я. Где бы что ни случилось, всегда я“. Мы настаивали, Каннер отнекивался. В конце концов я сказал: „Знаешь, мне, как секретарю Политбюро, полагается всё знать“. На что Каннер ответил: „Ну, есть вещи, которые лучше не знать и секретарю Политбюро“. Хотя он в общем не сознался, но мы с Мехлисом были твёрдо уверены, что Склянский утоплен по приказу Сталина и что „несчастный случай“ был организован Каннером и Ягодой»
— Б. Бажанов «Записки секретаря Сталина», Глава 6.

 Склянский был у меня в последний раз накануне своего отъезда в Америку, и мы провели с ним в беседе, должно быть, часа три. В нём всё дышало жаждой увидеть и услышать зарубежный мир, — в сущности, он совершал своё первое путешествие за границу, — и я был глубоко уверен, что этот человек вернётся из путешествия более обогащённым внутренне, чем всякий другой, что он сумеет там увидеть то, что нужно увидеть, научится тому, чему нужно научиться, принесёт нам то, что нам нужно, чтобы усилить нас в области хозяйства и культуры. Но не сбылось. Переплыв океан, он утонул в озере. Выйдя невредимым из Октябрьской революции, он погиб на мирной прогулке. Такова предательская игра судьбы. — Из речи Троцкого памяти Э. М. Склянского, 11.09.1925
«Подробности трагической гибели т. т. Склянского и Хургина», газета «Известия», 29 августа 1925 года:

 Сослуживцы покойных т. т. Склянского и Хургина сообщают, что 26 августа Склянский и Хургин прибыли в дачную местность Лонглейк (на севере штата Нью-Йорк) на совещание с некоторыми ответственными сотрудниками советских учреждений в Соед. Штатах. Лонглейк был выбран как наиболее удобный пункт, поскольку участники совещания съезжались из различных городов.

27 августа совещание закончилось. Оставалось несколько свободных часов до отъезда. Хургин предложил покататься на лодке по озеру Лонглейк. На пристани находилась моторная лодка, но механика не было. Решено было взять 2 каика и одну лодку. Склянский сел вместе с Хургиным. Товарищ председателя Амторга Краевский взял другой каик, а остальные 2 участника совещания сели в лодку. Хургин бывал на этом озере раньше и шёл во главе флотилии. Лодка держалась берега, а каики ушли на середину, где начались водовороты. Краевский предложил возвратиться, но Хургин заявил, что он хороший пловец и умеет справляться с каиком. Так как каик Краевского начал наполняться водой, он повернул к берегу. Хургин сказал, что последует за ним через несколько минут. На берегу Краевский застал пассажиров лодки, и они стали дожидаться Склянского и Хургина. Прождав некоторое время, Краевский и его спутники добыли моторную лодку и направились на поиски каика. В течение минут 20 они не могли его обнаружить и лишь случайно успели заметить каик Склянского и Хургина в тот момент, когда он переворачивался. Когда моторная лодка достигла места катастрофы, там находилось уже несколько лодок, поспевших с берега. Никто не решался нырять, так как было известно, что это наиболее опасное место на озере и там, по словам местных жителей, погибло уже много людей. Лишь через 15 минут удалось раздобыть багры и через 20 минут найти Склянского. Вернуть его к жизни не удалось. Хургина нашли через полтора часа. Глаза его были широко раскрыты, он, по-видимому, нырял, стараясь спасти Склянского. — Тихие омуты озера Лонглейк
Вячеслав Молотов вспоминал: «Троцкий всюду насаждал свои кадры, особенно в армии. Гамарник, начальник Политуправления. Склянский был у него первым замом. Я его знал. Откудова он взялся — чёрт его знает! Откуда Троцкий его взял, я не слыхал никогда».
Урна с прахом похоронена 20 сентября 1925 года на Новодевичьем кладбище. По утверждению советолога Джорджа Р. Урбана, Сталин отказал в захоронении его праха в Кремлёвской стене.

## Память
Посмертно имя Склянского было присвоено Купавинской фабрике братьев Бабкиных (носила до 1938 года).
С 16 сентября 1925 по 28 января 1938 года Ленинградская пехотная школа носила имя тов. Склянского.
Имя Склянского носят улицы в городах Родники, Вичуга и рабочем посёлке имени Цюрупы.

## Семья
В 1917 году Э. М. Склянский женился на Вере Осиповне Склянской (1897—после 1942), во втором браке замужем за В. Б. Ваксовым (1896—1937). В 1938 г. она была арестована и осуждена, в 1942 г. выпущена на свободу, в 1955 г. реабилитирована.
Брат — Бецалол Маркович Веров-Склянский (1895—1938), начальник технико-информационного отдела ЦИАМ, в 1937 году был осуждён на 8 лет ИТЛ и умер в заключении. Был женат на Елизавете Лазаревне Веровой-Склянской (1897—?).

## Награды
- Орден Красного Знамени РСФСР (1923)